# Kronoberg domänreservat
Kronoberg är ett naturreservat i Växjö socken i Växjö kommun i Småland (Kronobergs län).
Reservatet är skyddat sedan 1996 och omfattar 11 hektar. Det ligger 5 km norr om Växjö centrum vid vägen ut mot Kronobergs slott. Inom området ligger gravfält med cirka 75 gravar från yngre järnåldern. Det finns även ett stort gravröse från bronsåldern. I övrigt finns blandskog och öppna marker. Blandskogen domineras äldre barrskog men här finns även grova ekar och bokar.
I norr gränsar reservatet till Kronobergs Kungsgård och S:t Sigfrids folkhögskola.